# Degré (voie)
Pour les articles homonymes, voir Degré.
Un degré est un type de voie particulier. Il s'agit d'une petite ruelle en escalier permettant de relier deux voies situées à des hauteurs différentes.
Exemple :
- Degré de la Harangerie et Degré Saint-Antoine (Pontoise) ;
- Degré du Sépulcre et Degré du Vieux Cimetière (Caen).